# VC Markranstädt
| VC Markranstädt      | VC Markranstädt                      | VC Markranstädt                      |
| -------------------- | ------------------------------------ | ------------------------------------ |
|                      |                                      |                                      |
| Vereinsdaten         |                                      |                                      |
| Gründung             | 2000                                 | 2000                                 |
| Adresse/ Kontakt     | Parkstrasse 13/14 04420 Markranstädt | Parkstrasse 13/14 04420 Markranstädt |
| Manager              | Michael Nickeleit                    | Michael Nickeleit                    |
| Vereinsfarben        | Blau-Weiß                            | Blau-Weiß                            |
| Volleyball-Abteilung |                                      |                                      |
| Spielklasse          | –                                    | –                                    |
| Spielstätte          | Stadthalle Markranstädt              | Stadthalle Markranstädt              |
| Chef-Trainer         | Michael Mücke                        | Michael Mücke                        |
| Co-Trainer           | Sven Heimpold                        | Sven Heimpold                        |
| Saison 2004/05       | 2. Bundesliga                        | 2. Bundesliga                        |

Der VC Markranstädt war ein Volleyball-Verein, der in der 1. Männer-Bundesliga vertreten war.
Der VC Markranstädt fusionierte im Sommer 2006 mit dem VV Leipzig zum neuen Verein VC Leipzig.

## Team
Der letzte Kader für die Saison 2005/06 bestand aus elf Spielern.
Der Chef-Trainer war Michael Mücke (* 1953). Sein Assistent war Sven Heimpold.
Als Scout und ebenso als Webmaster arbeitete Michael Hohlfeld, die Physiotherapeutin war Sylke Lüth.
| Name         | Vorname   | Nr. | Nation | Größe  | Geburtsdatum     | Position |
| ------------ | --------- | --- | ------ | ------ | ---------------- | -------- |
| Binsch       | Dirk      | 3   | GER    | 1,97 m | 15. Oktober 1986 | AA       |
| Cohar        | Vladimir  | 4   | CRO    | 1,93 m | 25. April 1973   | AA       |
| Knopf        | Daniel    | 16  | GER    | 2,01 m | 28. April 1977   | U        |
| Langer       | Christian | 18  | GER    | 2,02 m | 5. März 1977     | M        |
| Plaschnik    | Alexander | 9   | GER    | 1,98 m | 17. März 1975    | M        |
| Riese        | Nico      | 8   | GER    | 1,85 m | 6. Oktober 1979  | Z        |
| Roscher      | Axel      | 2   | GER    | 1,88 m | 28. Dez. 1976    | AA       |
| Koreng       | Eric      | 10  | GER    | 1,90 m | 15. August 1979  | AA       |
| Strydom      | Adrian    | 1   | RSA    | 1,82 m | 9. Februar 1972  | L        |
| Wiederschein | Igor      | 11  | GER    | 1,96 m | 2. März 1980     | Z        |
| Windemuth    | Moritz    | 5   | GER    | 1,94 m | 29. Dez. 1974    | D        |

Die Positionen: Außenangriff (AA), Diagonal (D), Libero (L), Mittelblock (M), Universal (U) und Zuspieler (Z).

## Spielstätte
Die Heimspiele wurden in der Stadthalle Markranstädt ausgetragen.